# Îles Salomon aux Jeux olympiques d'été de 1984
Les Îles Salomon participent aux Jeux olympiques de 1984 à Los Angeles aux États-Unis. Il s'agit de leur 1re participation à des Jeux d'été. Le comité national olympique a été reconnu par le CIO le 31 décembre 1982.
La délégation des Îles Salomon à Los Angeles était composée de trois athlètes: les courreurs Charlie Oliver et Johnson Kere, ainsi que l'haltérophile Leslie Ata. C'est le boxeur Tommy Bauro qui a été désigné porte-drapeau bien que ce dernier n'ait pas participé au tournoi olympique (il participera par contre aux Jeux de 1988).

## Résultats

### Athlétisme
| Athlètes       | Épreuve | Premier tour (ou tour préliminaire) | Premier tour (ou tour préliminaire) | Repêchage (ou premier tour) | Repêchage (ou premier tour) | Demi-finales | Demi-finales | Finale  | Finale  |
| Athlètes       | Épreuve | Temps                               | Rang                                | Temps                       | Rang                        | Temps        | Rang         | Temps   | Rang    |
| -------------- | ------- | ----------------------------------- | ----------------------------------- | --------------------------- | --------------------------- | ------------ | ------------ | ------- | ------- |
| Johnson Kere   | 100 m   | 11 s 57                             | 7e                                  | Éliminé                     | Éliminé                     | Éliminé      | Éliminé      | Éliminé | Éliminé |
| Charlie Oliver | 800 m   | 1 min 53 s 22                       | 6e                                  | Éliminé                     | Éliminé                     | Éliminé      | Éliminé      | Éliminé | Éliminé |
| Charlie Oliver | 1 500 m | DNS                                 | DNS                                 | NC                          | NC                          | Éliminé      | Éliminé      | Éliminé | Éliminé |

### Haltérophilie
Leslie Ata a 20 ans au moment des Jeux olympiques de Los Angeles et participe à la compétition des poids légers hommes.
Lors de ses trois tentatives à l'arraché, il soulève 75 puis 80 kg, avant d'échouer à soulever 85,2 kg. À l'épaulé-jeté, il a successivement soulevé 100, 105 et 107,5 kg. Sa marque totale est de 187,5 kilogrammes, soit la 16e et dernière place.
Ata participe une deuxième fois à une olympiade lors des Jeux de Barcelone en 1992. Il est alors le seul engagé salomonien cette année là.
| Athlète    | Compétition      | Arraché  | Arraché | Épaulé-jeté | Épaulé-jeté | Total    | Rang |
| Athlète    | Compétition      | Résultat | Rang    | Résultat    | Rang        | Total    | Rang |
| ---------- | ---------------- | -------- | ------- | ----------- | ----------- | -------- | ---- |
| Leslie Ata | Moins de 67,5 kg | 80 kg    | 16e     | 107,5 kg    | 18e         | 187,5 kg | 16e  |